# Opština Brvenica
Opština Brvenica je jednou z 80 opštin v Severní Makedonii. Žije zde přibližně 14 tisíc obyvatel. Správním centrem opštiny je vesnice Brvenica.

## Poloha, popis

Vesnice v opštině Brvenica

Je jednou z 9 opštin Položského regionu. Její rozloha je 164,3 km².
Západní část opštiny se rozkládá v nížině řeky Vardar v nadmořské výšce okolo 450 m. Směrem k jihovýchodu však jdeme do hor, kde nadmořská výška dosahuje téměř 1700 m. V jihovýchodním cípu, při okraji opštiny, jsou vody přehradního jezera Kozjak na řece Treska. Zde je zhruba 420 m n. m.
Opštinu tvoří celkem 10 vesnic: Blace, Brvenica, Čelopek, Dolno Sedlarce, Gurgurnica, Miletino, Radijovce, Stenče, Tenovo, Volkovija.
Sousedními opštinami jsou: Opština Tetovo na severu, Opština Želino na východě, Opština Makedonski Brod na jihu, Opština Gostivar na jihozápadě, Opština Vrapčište na západě a Opština Bogovinje na severozáapadě.

## Demografie
Podle posledního sčítání lidu z roku 2021 žije v opštině 13 645 obyvatel. Etnickými skupinami jsou: 
- Albánci = 7 337 (54,06 %)
- Makedonci = 5 715 (41,88 %)
- ostatní a neuvedené = 553 (4,06 %)